# Hoạt hình truyền thống
Hoạt hình truyền thống (tiếng Anh: Traditional animation), (còn gọi là hoạt hình cổ điển, hoạt hình trên tấm cel, hay hoạt hình vẽ tay) là một kỹ thuật hoạt hình trong đó các khung hình được vẽ bằng tay. Đây là kỹ thuật chủ đạo trong điện ảnh sử dụng hoạt hình cho tới khi hoạt hình máy tính xuất hiện.

## Các công đoạn

### Vẽ bảng truyện
Các tác phẩm hoạt hình truyền thống, cũng như các hình thức hoạt hình khác, thường bắt đầu bằng các bảng truyện (tiếng Anh: storyboard), thực chất là một dạng kịch bản có sự kết hợp giữa hình ảnh và lời thoại, giống như một cuốn truyện tranh lớn. Các hình ảnh giúp đội thực hiện hoạt hình lên ý tưởng cho mạch truyện và kết hợp hình ảnh một cách hợp lý. Các họa sĩ bảng truyện (tiếng Anh: storyboard artists) thường có các cuộc gặp thường xuyên với các đạo diễn để thảo luận, và có thể sẽ phải vẽ đi vẽ lại một cảnh nhiều lần trước khi nó được duyệt lần cuối cùng.

### Thu âm
Trước khi các công đoạn hoạt hình thực sự bắt đầu, một bản thu tiếng tiền kỳ, hay còn gọi là "bản thu nháp" được thực hiện, để hình ảnh hoạt hình được trùng khớp với tiếng nói. Do quá trình thực hiện phần hoạt hình theo phương pháp truyền thống thường tỉ mỉ và rất chậm chạp, vì vậy trong hầu hết các trường hợp việc đồng bộ phần hoạt hình với âm thanh có sẵn thường dễ dàng hơn đồng bộ âm thanh với phần hoạt hình có sẵn. Âm thanh phim hoạt hình hoàn chỉnh thường bao gồm âm nhạc, hiệu ứng âm thanh và các đoạn hội thoại do diễn viên lồng tiếng nói. Tuy nhiên, bản thu nháp sử dụng trong khi thiết kế hoạt hình thường chỉ có tiếng nói và những ca khúc của nhân vật, cùng với nhạc nền tạm thời; còn bản nhạc nền chính thức và hiệu ứng âm thanh được thêm vào trong quá trình sản xuất hậu kỳ.
Trong hầu hết các phim hoạt hình có âm thanh sản xuất trước năm 1930, âm thanh được đồng bộ sau, có nghĩa là, phần âm thanh được thu sau khi phần hình ảnh được hoàn tất, bằng cách để diễn viên xem phim rồi thu âm các đoạn hội thoại, âm nhạc và hiệu ứng cần thiết. Một số hãng phim, đáng chú ý là Fleischer Studios, tiếp tục sử dụng phương pháp đồng bộ sau cho các phim hoạt hình trong suốt thập niên 1930.

### Animatic
Thông thường, một animatic hay còn gọi là story reel (cuộn truyện) sẽ được tạo ra sau khi thu xong phần âm thanh, nhưng trước khi đi vào giai đoạn hoạt hình chính. Một animatic bao gồm các tranh vẽ của bảng truyện được đồng bộ với âm thanh. Nó cho phép các họa sĩ hoạt hình và đạo diễn xử lý các lỗi kịch bản hay lỗi dòng thời gian còn tồn tại trong bảng truyện hiện tại. Bảng truyện và âm thanh sẽ được sửa lại nếu cần, và đoàn làm phim phải làm lại một animatic mới và chuyển cho đạo diễn duyệt tới khi bảng truyện thật hoàn chỉnh. Biên tập bộ phim ngay ở giai đoạn animatic giúp ngăn ngừa tình trạng có một phần hoạt hình bị cắt đi trong công đoạn biên tập sau này; bởi hoạt hình truyền thống là một công nghệ rất tốn kinh phí và thời gian, tạo ra một cảnh quay để rồi sau đó bị cắt khỏi bản phim hoàn chỉnh là một việc làm bị hạn chế hầu như tuyệt đối.
Các hãng quảng cáo ngày nay sử dụng animatic để thử nghiệm các ý tưởng quảng cáo của họ trước khi đi vào thiết kế chính thức. Animatic sử dụng các bức vẽ tay, với các đối tượng chuyển động (ví dụ như một cánh tay với lấy sản phẩm, hay người nghiêng đầu). Các đoạn băng bảng truyện cũng tương tự như animatic, nhưng không có các đối tượng chuyển động. Phương pháp ghép các ảnh tĩnh với nhau thành một đoạn băng chuyển động là một lựa chọn khác khi thử nghiệm, nhưng thay vì dùng tranh vẽ tay, họ sẽ chụp khoảng vài trăm bức ảnh kỹ thuật số. Số lượng ảnh lớn này sẽ giúp quá trình sản xuất đoạn băng quảng cáo thử nghiệm dễ dàng hơn so với làm animatic, bởi thay đổi một bức vẽ tay sẵn có là một việc làm tốn kém thời gian và tiền bạc. Kỹ thuật này (còn gọi là photomatic) nói chung tốn kém hơn so với animatic, bởi chúng đòi hỏi có thiết bị chụp ảnh và thuê diễn viên. Tuy nhiên, sự xuất hiện của các kho ảnh giá thành rẻ và phần mềm chỉnh sửa ảnh cho phép thực hiện photomatic giá rẻ bằng cách sử dụng những ảnh có sẵn trong thư viện chung và công nghệ ghép hình.

### Thiết kế và điều chỉnh thời gian
Khi animatic đã được duyệt, animatic và các bảng truyện sẽ được chuyển tới bộ phận thiết kế. Nhà thiết kế nhân vật sẽ thiết kế các tài liệu mẫu hình (model sheet) cho các nhân vật và các cảnh quan trọng trong phim. Các tài liệu mẫu hình này thể hiện hình ảnh một nhân vật hay một đối tượng từ nhiều góc độ, với nhiều cử chỉ và thái độ khác nhau, để các họa sĩ thiết kế đối tượng sao cho thống nhất. Đôi khi, người ta còn làm các bức tượng nhỏ, còn gọi là maquette, để các họa sĩ hoạt hình có thể quan sát nhân vật trong không gian ba chiều. Cùng lúc này, các nhà thiết kế mẫu nền cũng làm các công việc tương tự nhưng với phông nền và bối cảnh của phim, còn đạo diễn nghệ thuật và nhà thiết kế mẫu màu sẽ lựa chọn phong cách nghệ thuật và cách chọn màu cho tác phẩm.